# Дворец Сароглио

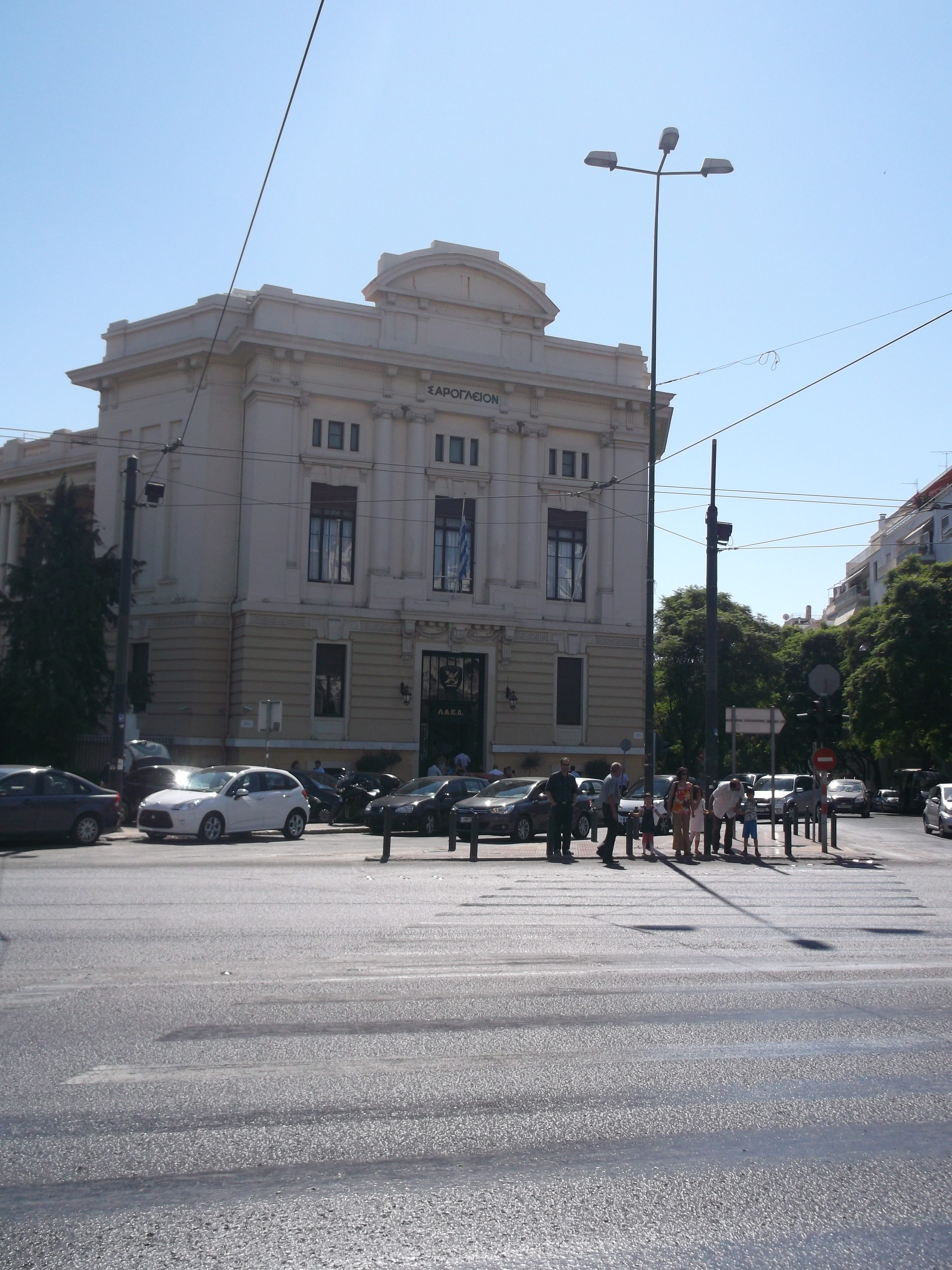
Дворец Сароглио — вид с проспекта королевы Софии

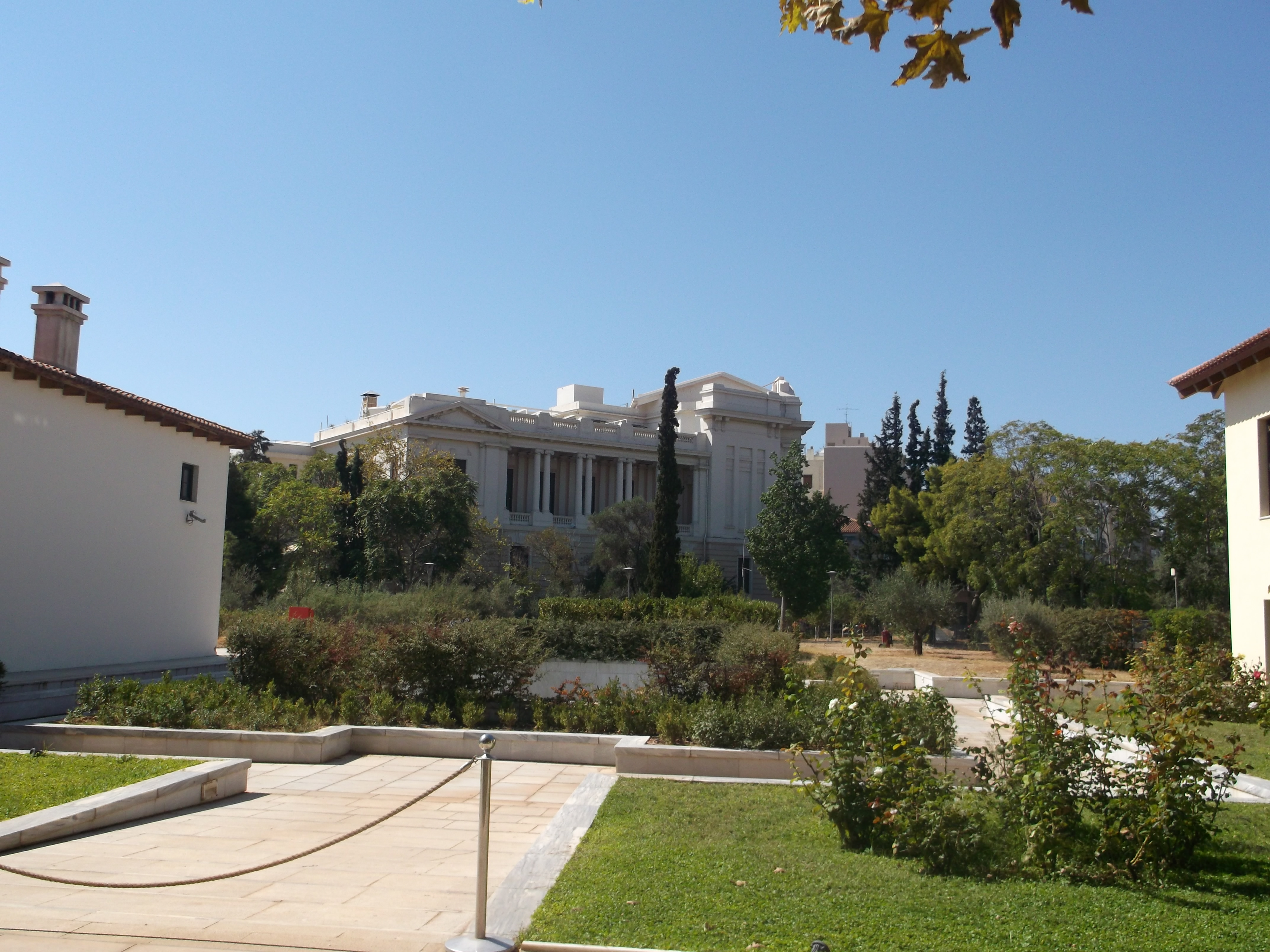
Дворец Сароглио — вид из Византийского музея

Дворец Сароглио (греч. Σαρόγλειο Μέγαρο) находится между проспектом василиссы (королевы) Софии и улицы Ригиллис в Афинах. К востоку от здания находится Византийский и Христианский музей (Афины), к северу Музей кикладского искусства и к югу Ликей Аристотеля.
Трёхэтажное здание в стиле необарокко, характерный образец эклектизма. Проект принадлежит архитектору Александросу Николудису. Имя происходит от фамилии греческого офицера и мецената Петроса Сароглоса. Во дворце располагается Клуб Офицеров Вооружённых Сил (Λ.Α.Ε.Δ).

## Завещание Петроса Сароглоса
Завещание Петроса Сароглоса, которое было составлено им самим в 1909 году, кроме коллекций картин, оружия, монет и украшений, содержало большую сумму на строительство Центрального Клуба Офицеров Суши и Моря, как тогда назывался Λ.Α.Ε.Δ. Здание было построено в 1933 году, на площадке 2.425 кв. м., приобретённой в 1928 году, Β знак признания взноса Сароглоса, здание получило имя Дворец Сароглио.

## Строительство здания
Проект здания был поручен в феврале 1928 года архитектору Александросу Николудису. В октябре 1928 года Николудис представил предварительный проект Комитету строительства.
Окончательные чертежи архитектора были одобрены 13 мая 1929 года.
Строительство началось 2 августа 1929 года.
Работы были завершены в апреле 1932 года, хотя ряд работ продолжался до начала 1933 года.

## 1941 год
После того как греческая армия отразила в октябре 1940 года нападение Италии и перенесла военные действия в Албанию, на помощь итальянцам пришла нацистская Германия. Немецкие войска вступили в Афины 27 апреля 1941 года. 28 апреля по улицам Афин прошла колонна пленных англичан и австралийцев. Афиняне забрасывали их цветами, сигаретами и продуктами. Из окон «Дворца Сароглио» отставные старые офицеры также забрасывали пленных цветами и сигаретами. В ответ немцы арестовали председателя Клуба офицеров, генерала Меласа, и закрыли клуб установив охрану на входе. Но старый генерал Константинос Милиотис-Комнинос, командовавший экспедиционным корпусом в малоазийском походе греческой армии (1919—1922), закрытие клуба не принял. Появившись у входа Дворца с хлыстом, он стал избивать немецкого охранника, не впускавшего его в Дворец, выкрикивая «вон из нашего клуба». Генерал Милиотис был расстрелян на месте.

## После землетрясения
Здание пострадало в 1999 году в результате сильного землетрясения 7 сентября в Афинах. Потребовалось 5 лет на восстановительные работы и кардинальную реконструкцию. В 2004 году дворец вновь открыл свои двери и продолжил работать в качестве Клуба офицеров.

## Коллекции

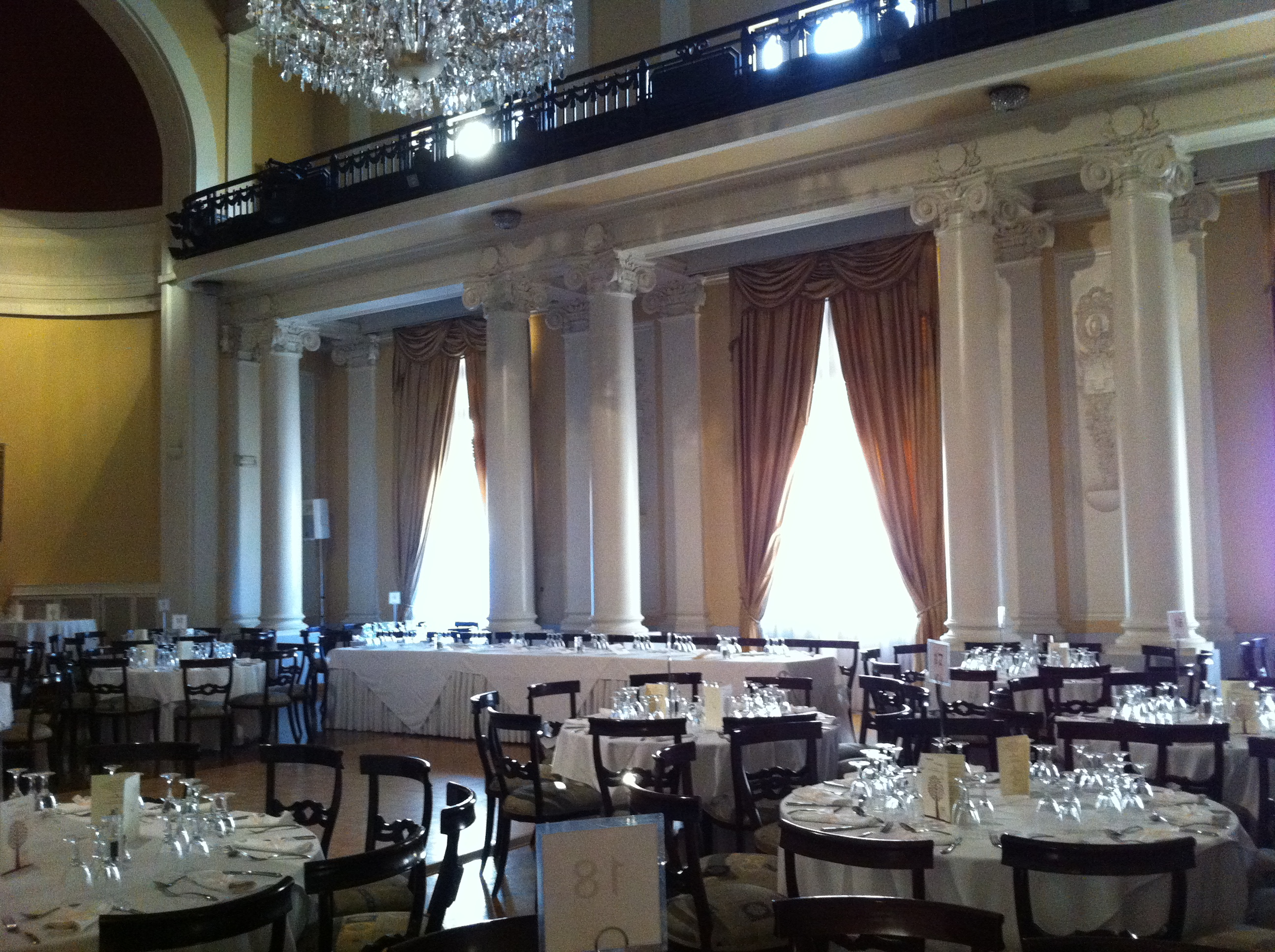
Зал официальных церемоний

Сароглос был поклонником искусства и завещал Λ.Α.Ε.Δ. ряд произведений живописи, состоящий из 86 картин видных греческих и иностранных художников, таких как Никифорос Литрас, Николаос Гизис, Эмилиос Просалентис и др.
Глубокая вера и любовь к искусству привели Сароглоса к сбору 105 редких икон XVI и XVII веков, которые хранятся в залах Музея и Λ.Α.Ε.Δ. Часть из них выставлена в близлежащем Византийском музее.
Страсть Сароглоса к военному оружию, а также его охотничья страсть, привели к созданию коллекции оружия, которая украшает Музей и различные залы Клуба. Часть коллекции оружия выставлена в близлежащем Военном музее.
Сароглос оставил после себя коллекцию 3250 монет, описанных в труде, который издал в 2005 году Нумизматический музей Афин.

## Залы дворца
Залы дворца включают в себя музей, залы заседаний, залы мероприятий, залы отдыха, помещения интернета, библиотеку, читальню, столовую, кафе, обслуживающие офицеров действующей армии и офицеров запаса.
По информации прессы, Дворец Сароглио по требованию иностранных кредиторов Греции подлежит продаже.